# Lav Diaz
Lavrente „Lav“ Indico Diaz (* 30. prosince 1958 Columbio) je filipínský filmový režisér a scenárista. 
Vystudoval ekonomii na katolické univerzitě v Cotabatu. Pak se odstěhoval do Manily, kde psal filmové kritiky pro list Manila Standard. Věnoval se také komiksu a literatuře a byl oceněn v povídkové soutěži Palanca. V devadesátých letech studoval filmovou režii v New Yorku. Jeho uměleckým vzorem byl klasik filipínské kinematografie Lino Brocka. V roce 1998 režíroval svůj první celovečerní film Serafin Geronimo, kriminal ng Baryo Concepcion.
Lav Diaz patří k hlavním představitelům pomalé kinematografie. Jeho filmy se vyznačují velkorysou stopáží, nejdelší Ebolusyon ng isang pamilyang Pilipino trvá téměř jedenáct hodin. Ve svém díle Diaz využívá postupy detektivního a hororového žánru, upřednostňováním černobílého materiálu odkazuje k poetice filmu noir. Pro zvýšení autenticity točí na digitální kameru. Věnuje se sociálním a politickým otázkám, zkoumá kořeny násilí ve společnosti a otevřeně zpracovává traumata filipínské historie. Postavy v jeho filmech hovoří lidovou směsí tagalštiny a angličtiny. Diazovo vidění světa se inspiruje specifickou filipínskou religiozitou, v níž se mísí křesťanství, islám a animismus.
V roce 2008 byl na Benátském filmovém festivalu oceněn v sekci Horizonty za film Melancholie. Jeho další film Norte, konec historie byl zařazen na festivalu v Cannes do sekce Un certain regard. Za Počátky minulosti získal v roce 2014 hlavní cenu na festivalu v Locarnu. Na berlínském festivalu uvedl snímek Ukolébavka pro bolestné tajemství, jemuž byla udělena Cena Alfreda Bauera. Film Žena, která odešla byl v Benátkách v roce 2016 oceněn Zlatým lvem. Lav Diaz získal také Guggenheimovo stipendium, Cenu prince Clause a v roce 2017 byl přijat do Akademie filmového umění a věd. V roce 2023 podepsal výzvu světových filmařů k ukončení bojů v Pásmu Gazy.